# So Big (1932)
So Big (bra: No Palco da Vida) é um filme pre-Code estadunidense de 1932, do gênero drama, dirigido por William A. Wellman, e estrelado por Barbara Stanwyck. O roteiro de J. Grubb Alexander e Robert Lord foi baseado no romance homônimo de 1924, de Edna Ferber, que ganhou o Prêmio Pulitzer pela história em 1925.
O filme foi a segunda adaptação cinematográfica do romance de Ferber. O primeiro foi um filme mudo homônimo de 1924, estrelado por Colleen Moore. A refilmagem de 1953 foi estrelada por Jane Wyman. A história também foi transformada em um curta em 1930, com Helen Jerome Eddy. Este foi o primeiro dos onze filmes que Davis e Brent coestrelaram juntos.

## Sinopse
Após ficar órfã e ser deixada sem nenhum dinheiro, Selina Peake (Barbara Stanwyck), apesar de seu gosto pela arte, se casa com o fazendeiro Pervus DeJong (Earle Foxe), no qual conheceu ao conseguir um emprego como professora em uma pequena comunidade. Selina e Pervus têm um filho chamado Dirk "So Big" DeJong (Dickie Moore) que, ao demonstrar grandes habilidades artísticas, faz sua mãe desejar que se torne um arquiteto. Quando Dirk (Hardie Albright) conhece Dallas O'Mara (Bette Davis), se apaixona e a pede em casamento, as coisas começam a desandar.

## Elenco
- Barbara Stanwyck como Selina Peake DeJong
- George Brent como Roelf Pool
  - Dick Winslow como Roelf (jovem)
- Hardie Albright como Dirk "So Big" DeJong
  - Dickie Moore como Dirk (jovem)
- Bette Davis como Srta. Dallas O'Mara
- Mae Madison como Julie Hempel
- Alan Hale, Sr. como Klaus Pool
- Earle Foxe como Pervus DeJong
- Robert Warwick como Simeon Peake, um apostador
- Dorothy Peterson como Maartje Pool
- Noel Francis como Mabel

Não-creditados
- Elizabeth Patterson como Sra. Tibbits
- Lionel Belmore como Reverendo Dekker
- Olin Howland como Jacob Pogadunk

## Produção
Depois que "Cimarron" se tornou o filme de maior bilheteria de 1931 e ganhou vários Oscares, um novo interesse foi estimulado no cinema histórico estadunidense – particularmente o de Ferber. Considerado "material digno de bilheteria", a Warner Bros. decidiu refazer a produção como um filme sonoro, pagando a Ferber um adicional de US$ 20.000 pelos direitos de som. Apesar de Hollywood ainda estar se recuperando de seu pior ano após a Grande Depressão, o filme foi produzido em 1932 com um orçamento de US$ 228.000 e um elenco sólido, incluindo a conhecida atriz e protagonista do filme Barbara Stanwyck. O título de crédito foi compartilhado entre Ferber, que recebeu a aprovação do diretor, e Wellman. O filme foi gravado de 11 de janeiro a 3 de fevereiro, e terminou em pouco menos de um mês.
Este filme distinguiu-se da adaptação de 1924, estrelado por Colleen Moore, porque os roteiristas J. Grubb Alexander e Robert Lord mantiveram o tema artístico de Ferber contra o materialismo. Uma questão predominante em 1932, as dificuldades que os agricultores enfrentaram como resultado da queda do mercado de ações foi retratada com precisão pelo filme, conquistando o apoio do público. Tudo isso, juntamente com uma nova onda de filmes históricos estadunidenses ("Abraham Lincoln", de 1930; "Cimarron", de 1931; "Silver Dollar", de 1932) e a popularidade de Ferber, fizeram do filme um sucesso.
Bette Davis, escalada para o papel relativamente pequeno de Dallas O'Mara, filmou a produção simultaneamente com "The Rich Are Always with Us". Seguindo "The Man Who Played God", foi seu segundo filme para Warner Bros., e o primeiro em que ela apareceu com George Brent, que coestrelou ao lado dela em mais onze filmes. Davis considerou sua escalação em uma prestigiosa produção de Barbara Stanwyck um sinal de que Jack L. Warner estava reconhecendo seu valor. Em sua autobiografia de 1962, "A Lonely Life", ela lembrou: "Foi uma fonte de tremenda satisfação e me encorajou a sonhos desconhecidos de glória".

## Recepção
Andre Sennwald, em sua crítica para o The New York Times, chamou o filme de "um tratamento fiel e metódico do romance de Srta. Ferber, mas sem fogo ou drama ou a vitalidade do original". Ele acrescentou: "Uma boa atriz, a Srta. Stanwyck parece inadequada para um papel que a leva em passos bruscos da infância à velhice; um papel no qual ela é convidada a expressar a grandeza áspera e a beleza de uma vida bem vivida por trás de uma máscara de tinta graxa ... O pequeno Dickie Moore está encantador como o mais novo 'So Big'. Bette Davis ... é excepcionalmente competente". A revista Variety notou: "O esforço de Wellman no caleidoscópico pisca na vida de Selina DeJong ... fazendo uma continuidade agitada ... Assim como é, os 83 minutos são excessivamente longos, mas no total, é um caso desarticulado".
A The New Yorker considerou a atuação de Barbara Stanwyck "o melhor trabalho que ela já nos mostrou", enquanto o The New York Daily Mirror chamou-a de "exótica", e acrescentou: "Seu grande talento como uma atriz nunca foi demonstrado mais brilhantemente. Um desempenho brilhante. Ela é magnífica". Críticos do Motion Picture Herald comentaram: "A Warner refez So Big de Edna Ferber para o cinema sonoro com Barbara Stanwyck na parte viril de uma típica mãe estadunidense cujo épico da vida simples é a espinha dorsal da grandeza dos Estados Unidos ... O clássico de Ferber não deve  decepcionar quem gostou da versão muda..."
O filme foi considerado não apenas por seu grande elenco e adaptação detalhada do romance, mas por seu enredo incomum para filmes de Hollywood típicos da época. Comentaristas elogiaram o filme por sua "caracterização ... revelação de pessoas simples fazendo as coisas que pensam, sempre se esforçando para um objetivo útil de cidadania ... Remonta aos tempos em que a vida na fazenda era penosa, mas remonta à época do trator, do rádio, do automóvel, das estradas pavimentadas e de tantas outras conveniências que alteraram radicalmente a vida rural".
Barbara Stanwyck, uma estrela em ascensão, ganhou ainda mais reconhecimento com o lançamento de "So Big". Um ano depois de estrelar como Selina, ela estrelou "Baby Face" (1933) e "The Bitter Tea of General Yen" (1933). Sua atuação como Stella Dallas no filme homônimo de 1936 lhe rendeu uma indicação ao Oscar de melhor atriz, em grande parte devido ao papel que ela aperfeiçoou como mãe em "So Big".

### Bilheteria
O filme não se saiu tão bem nas bilheterias. De acordo com os registros da Warner Bros., o filme arrecadou US$ 394.000 nacionalmente e US$ 79.000 no exterior, totalizando US$ 473.000 mundialmente.